# Medea (Stadt)
Medea (arabisch المدية, kabylisch ⵎⴷⵉⵢⵢⴰ) ist eine algerische Stadt und Hauptstadt der gleichnamigen Provinz. Medea liegt 68 Kilometer südlich von Algier.

## Geschichte
Die heutige Stadt liegt an der Stelle eines antiken römischen Militärstützpunktes mit dem Namen ad Medix oder Media (lateinisch „auf halbem Weg“), so genannt, weil sie gleich weit entfernt von Tirinadi (Berrouaghia) und Sufnsar (Amourah), einem Rastplatz in der Provinz Mauretania Caesariensis, auf der Straße zwischen der Hauptstadt Caesarea und der Kolonie Auzia liegt.
Während des Römischen Reiches gab es auf dem Gebiet von Medea eine Siedlung namens Lamdia. Zu dieser Zeit war die Stadt Lamdia Sitz eines alten christlichen Bistums der römischen Provinz Mauretania Caesariensis. Nur ein Bischof der Stadt ist bekannt. Der Donatist Felix nahm im Jahr 411 an der Konferenz von Karthago teil. Die Stadt selbst hatte zu dieser Zeit keinen katholischen Bischof. Heute ist Lamdia ein Titularbistum der römischen Kirche und der jetzige Bischof ist Marian Eleganti, Weihbischof von Chur.
Nach der Niederlage der Berber im 11. Jahrhundert wurden in der Region arabische Stämme der Banū Hilāl und der Banū Sulaim angesiedelt, die sich mit den lokalen Berbern vermischten und diese arabisierten.
Medea lag im Beylik von Titteri. Sie war die Hauptstadt dieser 1548 gegründeten Provinz. Ein Bey, Stellvertreter des Dey von Algier, hatte dort seinen Sitz. Der letzte Bey Mostefa Boumezrag führte sie von 1819 bis 1830, als die Franzosen kamen.   
Im Jahre 1837, nach dem Vertrag von Tafna, wurde Medea eine der Hauptstädte des von Abd el-Kader regierten Teils Algeriens. Dieser wurde aber von den Franzosen besetzt, als sie schließlich ganz Algerien eroberten.  
Am 17. Mai 1840 nahm Frankreich auch Medea ein, als Sylvain-Charles Valée mit seinen Truppen einmarschierte. Die nach drei vorangegangenen französischen Besatzungen (1830, 1831, 1836) völlig in Ruinen liegende Stadt war gänzlich entvölkert. Die Besatzungssoldaten rissen die Balken aus den Häusern für Brennholz, wie ein gewisser Capitaine de Smidt am 20. Mai 1941 in einem Brief beklagte.
Von 1954 bis 1962 währte der Algerienkrieg. Bis zum Kriegsende und der Unabhängigkeit gehörte die Stadt zum 1956 neu eingeteilten französischen Verwaltungsgebiet Wilaya 4. Bis 1962 war Medea eine Garnisonsstadt der französischen Armee.